# 狭叶米口袋
狭叶米口袋（学名：Gueldenstaedtia stenophylla）为豆科米口袋属下的一个种。其种加词“Stenophylla”意为“窄叶的”。